# San Godenzo
San Godenzo est une commune italienne de la ville métropolitaine de Florence, dans la région Toscane.

## Administration
| Période                                  | Période | Identité | Étiquette | Qualité |
| ---------------------------------------- | ------- | -------- | --------- | ------- |
|                                          |         |          |           |         |
| Les données manquantes sont à compléter. |         |          |           |         |

### Communes limitrophes
Dicomano, Londa, Marradi, Portico e San Benedetto, Premilcuore, Santa Sofia, Stia

## Histoire
Le nom du village honore San Godenzo, ermite qui vécu en prières dans la région au VIe siècle.
Vers la fin du XIe siècle est bâtie une abbaye à son nom, autour de laquelle s'installent les premiers habitants.
Situé sur la route SS 67 Forli-Florence, surnommée en 2013 "la route du tiers-monde", "abandonnée de Dieu et des hommes" à cause de sa vétusté, elle est en 2025 irréprochable, et une agréable liaison en lacets dans les Apennins.